# Guillermo del Río
Guillermo del Río (Menen, Flandes, siglo XVIII-Lima, Perú, ¿1825?) fue impresor, editor y comerciante de libros flamenco, que se instaló en Lima hacia 1790. Durante la época de la emancipación y los años iniciales de la República tuvo una gran actividad editando libros y periódicos.

## Biografía
Nació en Menen, ciudad situada actualmente al oeste de Bélgica, cerca con la frontera con Francia, entonces parte de los Países Bajos Austríacos. Se ignora la fecha de su nacimiento; posiblemente ocurrió por los años 1760.
Según la versión trasmitida por Benjamín Vicuña Mackenna, llegó al Perú prisionero en un buque corsario inglés que asoló las costas sudamericanas. Liberado, se le permitió instalarse en la ciudad de Lima, entonces capital del virreinato del Perú. Castellanizó su apellido, originalmente Beke (que en flamenco significa «riachuelo») y vino así en llamarse Guillermo del Río.
Pronto se asimiló a la sociedad limeña. Se casó con María Manuela de Boza Gonzales de Mendoza, hija de Pedro de Boza y Guerra de la Daga, segundo marqués de Casa Boza, con quien tuvo varios hijos, de los que solo tres llegaron a edad adulta, entre ellos Manuel del Río. Fue nombrado subteniente del regimiento de Dragones de Lima.
En 1793 se hallaba ya instalado como librero en la calle del Arzobispo. Tuvo a su cargo la Real Imprenta del Telégrafo Peruano, donde se imprimía La Gaceta de Lima. Se encargó de la edición de esta publicación, con intermitencias, de 1794 a 1805. Se trataba de una publicación que recogía las noticias llegadas de España, que eran extractadas y comentadas. Luego editó La Minerva Peruana, de 1805 a 1810, labor que tuvo que abandonar al ser involucrado en una conspiración contra el gobierno virreinal.
Al ser proclamada la libertad de imprenta por las Cortes de Cádiz, participó en la edición de El Peruano, bisemanario que circuló entre el 6 de septiembre de 1811 y el 9 de junio de 1812, y de El Satélite del Peruano, que salió cada mes entre el 1 de marzo y el 30 de junio de 1812. Por su tendencia reformista y liberal, ambas publicaciones fueron consideradas sediciosas y tuvieron breve vida. Del Río fue multado con cien pesos; temeroso de más represalias, viajó a Chile.
Retornó al Perú en 1813, tras promulgarse la Constitución liberal de 1812. Estuvo preso algún tiempo en el Callao, hasta que el virrey José Fernando de Abascal lo perdonó. Por entonces su esposa ya había fallecido. Libre, retornó a su trabajo de editor, esta vez en El Investigador (1813-1814). Restablecido el gobierno absolutista en España, se le encomendó la dirección de La Gaceta del Gobierno de Lima, publicación oficial (1814-1821). En 1817 contrajo matrimonio con la trujillana Margarita Lozada. Por esos años arrendaba la imprenta de los Niños Huérfanos, en sociedad con Bernardino Ruiz.
En 1821 estableció su propio taller de imprenta, en sociedad con su hijo Manuel del Río («Imprenta Río»). Su firma aparece en el Acta de Declaración de la Independencia del Perú del 15 de julio de 1821.
Inició entonces una nueva etapa en el desarrollo de su negocio, marcado por la prosperidad. Establecido el gobierno independiente, en 1822 obtuvo el derecho exclusivo de imprimir todos los papeles salidos del Congreso por seis meses. Fueron también numerosos los periódicos y los textos que salieron de su imprenta entre julio de 1821 y febrero de 1824.
Al producirse la reocupación de Lima por las tropas realistas en 1823, su librería e imprenta fueron saqueadas. Solo logró salvar una pequeña imprenta, que le permitió continuar su labor. También consta que, a fines de ese año, reclamó 1106 pesos y 4 reales por trabajos hechos al gobierno independiente.
Cuando se produjo la recuperación de la Fortaleza del Real Felipe del Callao por los realistas y la evacuación de Lima por los patriotas en 1824, Del Río se vio obligado a militar en el bando del rey, editando El Triunfo del Callao. Luego, fue obligado a instalarse en el Callao, donde fue uno de los editores de El Desengaño, periódico también realista, cuyo último número salió en enero de 1825. Después de esa fecha, no existe más información sobre él. Posiblemente falleció ese mismo año.